# René Chevrier
Pour les articles homonymes, voir Chevrier (homonymie).
Marcel (Henri) Chevrier, né le 1er mai 1925 à Besançon (Doubs) et mort en action le 7 juin 1944 à Dompierre-sur-Veyle (Ain), est un résistant français,,.
Boucher de formation, il réside chez ses parents à Besançon. Il s'engage à la compagnie Lévêque dans le maquis de l'Ain et du Haut-Jura, mais tombe au combat dans une embuscade tendue par l'occupant. Ce premier accrochage préfigure une offensive plus générale des résistants, lesquels sont toutefois mis en déroute alors que six habitants sont abattus en représailles,,. Marcel Chevrier est reconnu mort pour la France et soldat FFI le 26 novembre 1947,, son nom est cité au monument aux morts et au monument commémoratif des victimes civiles 1939-1945 de Besançon ainsi que sur la stèle commémorative de Dompierre-sur-Veyle,.